# Absdorf
Absdorf – gmina targowa w Austrii, w kraju związkowym Dolna Austria, w powiecie Tulln. Według Austriackiego Urzędu Statystycznego liczyła 1 557 mieszkańców (1 stycznia 2014).